# Мигель, Эдвард
Эдвард Мигель (англ. Edward «Ted» Andrew Miguel; род. 1974) — профессор Оксфама по экономике природопользования и ресурсов на факультете экономики Калифорнийского университета в Беркли, США. Он является основателем и директором факультета Центра эффективных глобальных действий (CEGA) в Калифорнийском университете в Беркли.
Его исследования посвящены экономическому развитию Африки и включают работы по экономическим причинам и последствиям насилия, влиянию этнических разногласий на коллективные действия на местном уровне, развитию методов повышения прозрачности исследований в сфере социальных наук и взаимосвязи между здоровьем, образованием, окружающей средой и производительностью для бедных. Также Мигель проводил полевые исследования в Кении, Сьерра-Леоне, Танзании и Индии. Он опубликовал более 90 статей и глав в ведущих научных журналах и сборниках, а его работы были процитированы более 30 000 раз по данным Google Scholar.

## Образование
Эдвард Мигель учился в Средней школе Тенафли в Тенафли, штат Нью-Джерси, которую он окончил с отличием в 1992 году.
Он получил степень бакалавра наук (S.B.) по экономике и математике в Массачусетском технологическом институте в 1996 году, где он был стипендиатом Трумэна. В 2000 году он получил PhD по экономике в Гарвардском университете, защитив диссертацию на тему «Политическая экономия образования и здравоохранения в Кении» под руководством Майкла Кремера, Абхиджита Банерджи, Альберто Алезина и Лоуренса Ф. Каца, где он также был аспирантом Национального научного фонда (NSF).

## Карьера
Мигель работает профессором экономики в Калифорнийском университете в Беркли с 2000 года. Он является научным сотрудником факультета Национального бюро экономических исследований. В прошлом был младшим редактором Quarterly Journal of Economics и Journal of Development Economics, и членом Совета научных редакторов-рецензентов. Его исследование финансировалось Национальным институтом здравоохранения США, Национальным научным фондом, Агентством США по международному развитию (USAID), Фондом Билла и Мелинды Гейтс, Всемирным банком и другими.
В 2008 году Эдвард Мигель основал Центр эффективных глобальных действий (CEGA). Крупная междисциплинарная сеть со штаб-квартирой в Калифорнийском университете в Беркли, состоящая из более чем 100 филиалов преподавателей на Западном побережье и растущего числа учёных из стран с низким и средним уровнем доходов, выявляет и тестирует инновации, призванные сократить бедность и способствовать развитию. Исследователи CEGA проводят полевые испытания, поведенческие эксперименты и пользуются инструментами data science для измерения и максимизации воздействия программ развития во всем мире, генерируя действенные доказательства для лиц, принимающих решения. В 2011 году CEGA запустила совместную работу по переводу социальных наук в Восточной Африке (EASST), исследовательскую сеть, направленную на содействие научной оценке программ социального и экономического развития в Восточной Африке. EASST пригласила и обучила более 30 исследователей из Кении, Уганды, Руанды, Танзании и Эфиопии в рамках семестровых стажировок в Калифорнийском университете в Беркли, посвящённых различным исследовательским темам, связанным со здоровьем, образованием, управлением и сельским хозяйством.
В 2002 году Мигель стал соучредителем Рабочей группы по политической экономии в Африке (WGAPE), сети исследователей из США и Африки, которые встречаются раз в полгода, чтобы предоставить отзывы о текущих исследовательских работах, связанных с темой африканской политической экономии. .
В 2004 году Эдвард Мигель и Майкл Кремер опубликовали результаты оценки воздействия на дегельминтизацию в школах в Кении. Они определили, что дегельминтизация — это рентабельный способ повысить посещаемость школ и улучшить здоровье населения. Их выводы помогли создать Deworm the World, некоммерческую организацию, которая работает напрямую с правительствами и другими организациями с целью распространения дегельминтизации в школах во всем мире. Deworm the World и правительственные инициативы, которые она поддерживает, вылечили более 280 миллионов детей в Эфиопии, Индии, Кении, Нигерии, Пакистане и Вьетнаме. Последующая работа показала долгосрочное положительное влияние дегельминтизации на результаты рынка труда, включая новое исследование, которое показывает, что дети, прошедшие дополнительно 2-3 года дегельминтизации, имеют более высокую заработную плату, более высокое потребление в домохозяйстве и с большей вероятностью являются городскими жителями. Их исследование освещалось несколькими новостными агентствами, включая The New York Times, the Boston Globe, the Chicago Tribune, NPR и Vox.
Мигель и его соавторы Шанкар Сатьянат и Эрнест Сердженти опубликовали в 2004 году новаторскую исследовательскую статью, в которой годовые колебания количества осадков использовались для оценки воздействия экономических условий на гражданскую войну в странах Африки к югу от Сахары. Исследование показывает, что 5-процентный отрицательный шок роста увеличивает вероятность гражданского конфликта в следующем году более чем наполовину, что свидетельствует о том, что экономические условия являются решающим фактором, определяющим гражданскую войну.
Мигель и Раймонд Фисман опубликовали в 2006 году исследование, в котором сравнивали количество нарушений правил парковки на одного дипломата ООН в Нью-Йорке с Индексом восприятия коррупции (Transparency International’s Corruption Perceptions Index). Результаты показали сильную корреляцию между политической коррупцией и штрафами за парковку, подчеркнув роль культурных норм и правоприменения в коррупции. Результаты освещались в журналах Economist, Forbes, The New York Times, NPR, The Guardian, CNN и других. В 2008 году Мигель и Фисман стали авторами книги «Экономические гангстеры: коррупция, насилие и нищета народов», которая была переведена на одиннадцать языков.
Мигель, Соломон Сян и Маршалл Берк опубликовали в 2013 году исследование, в котором были обнаружены убедительные причинно-следственные доказательства связи климатических явлений с человеческими конфликтами в основных регионах мира. Этот документ привлёк внимание национальных и международных средств массовой информации из таких источников, как Time Magazine, The Economist и The Washington Post. Мигель также представил результаты исследования в своём выступлении на Ted в 2014 году. В 2015 году Мигель, Сян и Берк опубликовали исследование, в котором количественно оценивается влияние температуры на экономическое производство в разных странах. Это исследование было процитировано в статье президента США Барака Обамы в журнале Science о борьбе с изменением климата в 2017 году. Оба исследования сыграли важную роль в климатической политике и были процитированы в специальном отчёте о последствиях глобального потепления Межправительственной группы экспертов ООН по изменению климата (МГЭИК).
В 2012 году Мигель участвовал в запуске BITSS, которая направлена на повышение прозрачности эмпирических исследований в области социальных наук. BITSS привлекает исследователей через совместные форумы по критическим вопросам, связанным с прозрачностью данных, и поощряет использование реестров исследований, планов предварительного анализа, обмена данными и тиражирования. В 2014 году Мигель и его соавторы опубликовали статью в журнале Science, в которой обосновывается необходимость улучшения практики прозрачности исследований в социальных науках. В 2015 году Мигель и его соавторы опубликовали ещё одну статью в руководстве Science on the Transparency and Openness Promotion (TOP). В 2019 году Мигель, Гаррет Кристенсен и Джереми Фриз опубликовали «Transparent and Reproducible Social Science Research» — учебник по инструментам, повышающим точность и достоверность исследований в области социальных наук. Мигель выступил с докладом о книге на Summer Institute Methods Lecture Национального бюро экономических исследований в 2019 году.
В 2016 году Мигель стал соучредителем Berkeley Opportunity Lab, которая собирает данные и формулирует доказательства по важнейшим вопросам, связанным с бедностью и неравенством в США и других странах.
В 2019 году Мигель, Деннис Эггер, Йоханнес Хаусхофер, Пол Нихаус и Майкл Уокер опубликовали исследование о последствиях программы безусловных денежных переводов бедным некоммерческой организации GiveDirectly в сельской местности Кении. Исследование показало положительный эффект для получателей денежных переводов, а также значительный положительный побочный эффект для тех, кто их не получил: респонденты, получавшие деньги, чувствовали себя более удовлетворёнными, а степень их стресса снижалась. Эти результаты были опубликованы в Washington Post, The Economist, NPR и Vox.

## Награды
- 2020 — Elected Member of the American Academy of Arts and Sciences
- 2015 — Carol D. Soc Distinguished Graduate Student Mentoring Award
- 2014 — Chancellor’s Award for Public Service for Research in the Public Interest
- 2012 — UC Berkeley Distinguished Teaching Award
- 2010 — Kiel Institute Excellence Award in Global Economic Affair
- 2005 — Kenneth J. Arrow Award for the best paper in health economics («Worms: Identifying impacts on education and health in the presence of treatment externalities»)
- 2005 — стипендиат Альфреда П. Слоана
- 2003—2004 — UC Berkeley Distinguished Teaching Award, Social Sciences Division
- 1995 — стипендиат Трумэна

## Избранные публикации
- Hamory, Joan, Edward Miguel, Michael Walker, Michael Kremer, and Sarah Baird. (2020). "Twenty Year Economic Impacts of Deworming, " NBER Working Paper No. 27611. doi: 10.3386/w27611
- Lee, Kenneth, Edward Miguel, and Catherine Wolfram. (2020). "Experimental Evidence on the Economics of Rural Electrification, " Journal of Political Economy,128(4): 1523—1565. doi: 10.1086/705417
- Christensen, Garret, Jeremy Freese, and Edward Miguel. (2019). Transparent and Reproducible Social Science Research. Berkeley, CA: University of California Press. doi: 10.2307/j.ctvpb3xkg
- Egger, Dennis, Johannes Haushofer, Edward Miguel, Paul Niehaus, and Michael Walker. (2019). "General Equilibrium Effects of Cash Transfers: Experimental Evidence from Kenya, " NBER Working Paper No. 26600. doi: 10.3386/w26600
- Baird, Sarah, Joan Hamory Hicks, Michael Kremer and Edward Miguel. (2016). «Worms at Work: Long-run impacts of a child health investment», Quarterly Journal of Economics, 131(4): 1637—1680. doi:10.1093/qje/qjw022
- Burke, Marshall, Solomon Hsiang, and Edward Miguel. 2015. «Global non-linear effect of temperature on economic production», Nature. doi: 10.1038/nature15725
- B. A. Nosek, G. Alter, G. C. Banks, D. Borsboom, S. D. Bowman, S. J. Breckler, S. Buck, C. D. Chambers, G. Chin, G. Christensen, M. Contestabile, A. Dafoe, E. Eich, J. Freese, R. Glennerster, D. Goroff, D. P. Green, B. Hesse, M. Humphreys, J. Ishiyama, D. Karlan, A. Kraut, A. Lupia, P. Mabry, T. A. Madon, N. Malhotra, E. Mayo-Wilson, M. McNutt, E. Miguel, E. Levy Paluck, U. Simonsohn, C. Soderberg, B. A. Spellman, J. Turitto, G. VandenBos, S. Vazire, E. J. Wagenmakers, R. Wilson, and T. Yarkoni. «Promoting an Open Research Culture: Author guidelines for journals could help to promote transparency, openness, and reproducibility», Science, 2015, 26 June 2015 348(6242): 1422—1425. doi: 10.1126/science.aab2374
- E. Miguel, C. Camerer, K. Casey, J. Cohen, K. M. Esterling, A. Gerber, R. Glennerster, D. P. Green, M. Humphreys, G. Imbens, D. Laitin, T. Madon, L. Nelson, B. A. Nosek, M. Petersen, R. Sedlmayr, J. P. Simmons, U. Simonsohn, M. Van der Laan. 2014. «Promoting Transparency in Social Science Research.» Science. doi: 10.1126/science.1245317
- Hsiang, Solomon M., Marshall Burke, and Edward, Miguel. 2013. «Quantifying the Influence of Climate Change on Human Conflict.» Science. doi: 10.1126/science.1235367
- Casey, Katherine, Rachel Glennerster, and Edward Miguel. 2012. «Reshaping Institutions: Evidence on Aid Impacts Using a Pre analysis Plan.» Quarterly Journal of Economics 127 (4): 1755—1812. doi: 10.1093/qje/qje027
- Kremer, Michael, Jessica Leino, Edward Miguel, and Alix Peterson. 2011. «Spring Cleaning: Rural Water Impacts, Valuation, and Property Rights Institutions.» Quarterly Journal of Economics 126 (1): 145—205. doi: 10.1093/qje/qjq010
- Blattman, Christopher, and Edward Miguel. 2010. «Civil War.» Journal of Economic Literature 48 (1): 3-57. doi: 10.1257/jel.48.1.3
- Kremer, Michael, Edward Miguel, and Rebecca Thornton. (2009). «Incentives to Learn.» Review of Economics and Statistics 91 (3): 437—456.
- Miguel, Edward. Africa’s Turn?. Boston Review Books, 2009.
- Miguel, Edward and Raymond Fisman. Economic Gangsters: Corruption, Violence, and the Poverty of Nations, Princeton University Press, 2008.
- Kremer, Michael, and Edward Miguel. 2007. «The Illusion of Sustainability.» Quarterly Journal of Economics 112 (3): 1007—1065. doi: 10.1162/qjec.122.3.1007
- Fisman, Raymond, and Edward Miguel. 2007. «Corruption, Norms and Legal Enforcement: Evidence from Diplomatic Parking Tickets.» Journal of Political Economy 115 (6): 1020—1048. doi: 10.1086/527495
- Miguel, Edward. 2005. «Poverty and Witch Killing.» Review of Economic Studies 72 (4): 1153—1172. doi: 10.1111/0034-6527.00365
- Miguel, Edward, and Michael Kremer. 2004. «Worms: Identifying Impacts on Education and Health in the Presence of Treatment Externalities.» Econometrica 72 (1): 159—217. doi: 10.1111/j.1468-0262.2004.00481.x
- Miguel, Edward, Shanker Satyanath, and Ernest Sergenti. 2004. «Economic Shocks and Civil Conflict: An Instrumental Variables Approach.» Journal of Political Economy 112 (4): 725—753. doi: 10.1086/421174